# Tracheloteina suspiciosa
Tracheloteina suspiciosa är en fjärilsart som beskrevs av Edward Meyrick 1912. Tracheloteina suspiciosa ingår i släktet Tracheloteina och familjen äkta malar. Inga underarter finns listade i Catalogue of Life.